# Felicíssim
Felicíssim (en llatí: Felicissimus) fou un funcionari civil que va treballar per l'emperador romà Aurelià i estava encarregat de la direcció de la casa de la moneda de Roma. Se'l va acusar d'aixecar una revolta contra l'emperador, juntament amb els seus treballadors l'any 271.

## Context històric
Felicíssim pertanyia a l'ordre eqüestre i, durant el regnat d'Aurelià se li va confiar el càrrec de rationalis (el títol exacte potser fos: Procurator Summarum Rationum), és a dir, responsable del sistema monetari. La funció més important d'un rationalis era la d'administrar les seques imperials.
Abans de l'any 271, probablement ja durant el regnat de Claudi II el Gòtic, els treballadors de la seca de Roma havien establert un frau contra l'Estat, ja fos mitjançant el robatori dels metalls preciosos destinats a l'encunyació (or i plata) que havien reemplaçat per altres metalls de menor valor, o bé arrencant trossos de plata de les vores de les monedes; per tant la seca de Roma, des de l'època de Claudi II Gòtic, estava produint monedes amb un contingut de plata del 54%, molt inferior al de les altres seques.
Els ciutadans a Roma estaven en pànic, causat per les invasions dels alamans i iutungs, que el 271 van arribar fins a Itàlia, van derrotar Aurelià a Piacenza i pretenien arribar fins a la capital.

## Implicació en la revolta
En aquell moment es va descobrir el frau que s'estava produint des de feia temps a la casa de la moneda i va decidir fer una reforma en la producció de monedes que implicava tancar set de les dotze seques que hi havien a la ciutat, fet que deixaria sense feia a molta gent. Els treballadors instigats per Felicíssim, temerosos de perdre la feina o de ser culpats pel frau, van iniciar un motí. A la revolta es van unir altres ciutadans, probablement instigats per algun senador, que pretenia disminuir el prestigi de l'emperador, aprofitant el fet que havia estat vençut a Piacenza. Els sublevats es van fer forts al turó de Celi i abans de tornar a la calma va haver una lluita armada que es va anomenar Bellum Monetariorum, la qual va posar fi a la vida de 7.000 persones entre soldats i revoltats. Felícissim també va morir en aquesta lluita.
Alguns historiadors antics van incloure el nom de Felicíssim a la llista dels usurpadors d'Aurelià, interpretant que no només volia fer una revolta per la qüestió monetària sinó també esdevenir emperador. Quant a la seva participació en la revolta, Eutropi sembla afirmar que aquesta suposició va començar després de la mort de Felicíssim, potser com una reacció a la seva execució. Una altra hipòtesi és que els mateixos treballadors van assassinar-lo perquè el culpaven de la situació. Sembla que els treballadors sols no eren prou gent per causar tantes morts, però no és clar si la implicció d'alguns senadors va estar buscada per Felicíssim o si es va afegir per interessos propis.

## Conseqüències

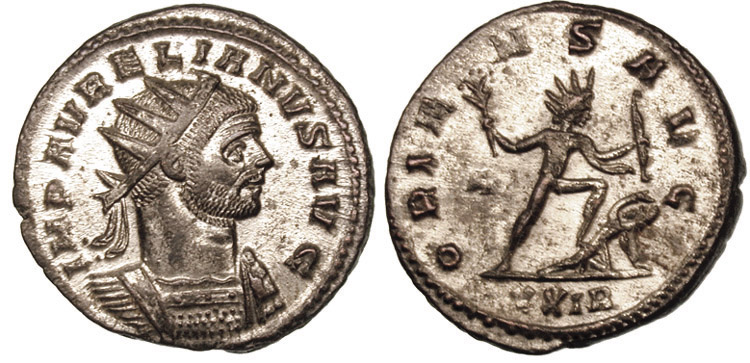
Moneda del tipus antoninià encunyada a la seca de Roma (274/275), després de la revolta de Felicíssim i de la reforma monetària d'Aurelià.

En una mesura relacionada amb aquesta revolta, que potser va ocórrer abans o després dels disturbis, Aurelià va tancar la seca de Roma, que es va mantenir inactiva durant tres anys, fins al 274, va matar diversos senadors com a còmplices de la revolta, va treure al senat el dret a encunyar monedes de bronze i va posar en marxa una reforma del sistema monetari.
Aureli es va proposar fer una reforma monetària per solucionar part de les causes que havien dut a la crisi econòmica del segle iii. Per una banda, va afavorir l'enfortiment de les cases de moneda provincials perquè poguessin operar de manera continuada i no intermitent com ho feien abans, per contra va reduir el volum de producció de les cases de la moneda a Roma, que havien donat feina a un nombre d'empleats ara desocupats i difícils de gestionar socialment, mitjançant el tancament de 7 fàbriques de moneda d'un total de 12 que hi havia a la ciutat. No s'ha de confondre aquestes noves cases de moneda provincials amb les antigues que fabricaven moneda només vàlida dins l'àmbit provincial les quals van ser abolides excepte la casa de moneda d'Alexandria. Es tractava de centenars de petites cases de la moneda d'àmbit local, presents principalment en les províncies orientals, que emetien monedes de bronze, a partir de llavors sense valor.Amb això va augmentar el volum de moneda en circulació i un millor control sobre les emissions.